# Dogman (film 2023)
Dogman è un film drammatico del 2023 scritto e diretto da Luc Besson.

## Trama
Un camion guidato da un paraplegico travestito e che trasporta numerosi cani viene fermato per un controllo, e l'uomo è preso in custodia dalle autorità. Viene chiamata la psichiatra Evelyn perché lo interroghi su quello che è successo e l'uomo, Doug, inizia a raccontarle la sua storia, in un lungo flashback.
Doug nasce in una famiglia disfunzionale dove subisce, insieme alla madre, le violenze del padre e del fratello, alcolizzati e fanatici religiosi. Trova conforto solo nei numerosi cani di famiglia (usati per i combattimenti illegali), con cui ha un'affinità fuori dal comune. Quando il fratello dice al padre che Doug dà da mangiare agli animali, invece di affamarli come da lui ordinato, e Doug ammette di volere più bene ai cani che alla famiglia, il genitore lo punisce chiudendolo nella gabbia dei cani in cortile, dove vive abbandonato in misere condizioni. La madre, dopo l'ennesima violenza, lascia la famiglia, nuovamente incinta. Un giorno il padre si accinge a uccidere dei cuccioli appena nati da uno dei loro cani e, quando Doug interviene per fermarlo, l'uomo gli spara, tranciandogli un dito e lasciandolo paralizzato per sempre. Doug riesce a inviare un cane fuori dalla gabbia con il suo dito in una bustina in modo che lo consegni alla polizia e così viene salvato dalle autorità. Il padre si suicida poco dopo in prigione, mentre il fratello, liberato dopo qualche anno, viene subito ucciso dai cani di Doug.
Doug viene affidato ai servizi sociali e si innamora di Salma, un'insegnante di sostegno che lo fa appassionare alla lettura e al teatro, specialmente alle opere di William Shakespeare, che egli impara a memoria. La donna successivamente se ne va per fare carriera e Doug, da adulto, va ad assistere a un suo spettacolo a Broadway, restando devastato nello scoprire che la donna si è sposata e aspetta un figlio. Doug gestisce un rifugio per cani, finché non viene sfrattato e si trasferisce con gli animali in una fabbrica fatiscente, trovando un nuovo lavoro in un night club come drag queen e occupandosi di garantire sicurezza alle altre persone del quartiere. 
Come forma di rivalsa per la povertà di cui ha sofferto da piccolo, Doug invia i suoi cani a rubare gioielli dalle abitazioni dei ricchi. Un assicuratore, chiamato a investigare sui furti, riesce a risalire a Doug e lo minaccia nel suo rifugio per impossessarsi dei gioielli, ma viene ucciso dai cani, evento che spinge Doug a smettere di rubare. Doug minaccia El Verdugo, boss del crimine locale, per intimargli di smetterla di chiedere il pizzo a una sua conoscente, ma El Verdugo rintraccia il suo nascondiglio e con i suoi uomini si prepara a ucciderlo; Doug e i suoi cani riescono a difendersi uccidendo gli assalitori, ma anche Doug viene ferito, e perciò è costretto a scappare, venendo infine fermato dalla polizia sul suo camion, mentre i cani si danno alla fuga. 
Al termine della storia, Evelyn afferma che farà il possibile per aiutare Doug; lui le rivela di essersi aperto in quanto ha riconosciuto che anche lei è stata vittima di violenza da parte del padre e ora dell'ex marito. Evelyn se ne va e i cani fanno irruzione nella centrale liberando Doug, il quale riesce a compiere pochi passi fuori prima di collassare e morire circondato dai suoi cani. Uno degli animali si sistema fuori dalla casa di Evelyn per fornire protezione a lei e al suo bambino.

## Produzione

### Sviluppo
La produzione ha impiegato in tutto ben 65 cani. Il budget del film ammonta a 21 milioni di dollari.
Il regista Luc Besson ha detto di aver avuto l'idea per il film dopo aver letto una notizia vera con protagonista di un bambino di appena 5 anni che era stato seviziato e rinchiuso in una gabbia dalla famiglia.

### Cast
Besson ha scelto Jones come protagonista data la loro reciproca cinofilia e i due hanno lavorato assieme alla costruzione del personaggio di Doug per un anno prima dell'inizio delle riprese. Jones ha vissuto per diversi mesi in sedia a rotelle per calarsi nel personaggio. Per la scena in cui doveva cantare La Foule di Édith Piaf, non avendo mai parlato francese, si è preparato con la cantante ZAZ, che aveva già istruito Marion Cotillard per il film biografico sulla Piaf La Vie en rose.

### Riprese
Le riprese sono cominciate nel giugno 2022 a Newark, nel New Jersey. Si sono tenute anche nei teatri di posa di Tigery, in Francia.

## Promozione
Il trailer del film è stato diffuso online il 10 luglio 2023, anche in italiano.

## Distribuzione
Il 31 agosto 2023 il film è stato presentato in anteprima in concorso alla 80ª Mostra del cinema di Venezia, dove è stato candidato al Leone d'oro per il miglior film.
È stato poi distribuito nelle sale cinematografiche francesi a partire dal 27 settembre 2023, in quelle italiane dal 12 ottobre seguente, ed in quelle nordamericane dal 29 marzo 2024.

## Accoglienza

### Incassi
Il film ha incassato globalmente poco più di 4,2 milioni di dollari.

### Critica
Sul sito web Rotten Tomatoes, il film riceve il 59% delle recensioni professionali positive, con un voto medio di 5,5/10 basato su 71 recensioni. Invece su Metacritic il film ottiene un punteggio di 45 su 100, basato su 23 critiche, indicando recensioni "miste o medie".
La rivista francese Le Point ha definito il film "inquietante e che mantiene le sue promesse", mentre Peter Bradshaw, per The Guardian, ha assegnato al film tre stelle su cinque, descrivendolo come "strano, ma ben fatto e divertente".

## Riconoscimenti
- 2023 - Mostra internazionale d'arte cinematografica[4][19]
  - Graffetta d'oro al miglior film
  - In concorso per il Leone d'oro
  - In concorso per il Queer Lion